# Eurosport 2
Eurosport 2 es una red de televisión deportiva europea. Es un canal hermano de Eurosport 1 y Eurosport News y parte de la red de Eurosport, propiedad de Warner Bros. Discovery. Existen varias versiones diferentes del canal en toda Europa, donde los derechos de televisión para el deporte son diferentes.

## Lanzamiento
Eurosport 2 se lanzó el 10 de enero de 2005. Actualmente está disponible en 50 millones de hogares y 47 países, y se transmite en 18 idiomas diferentes, inglés, sueco, francés, italiano, alemán, griego, húngaro, ruso, búlgaro, polaco, portugués, rumano, serbio, turco, checo, holandés, español y danés.

## Programación
Eurosport 2 se considera "el canal deportivo de nueva generación" y está dedicado a deportes de equipo y en particular deportes 'alternativos' y de nicho como el baloncesto europeo, la Liga Nacional de Lacrosse, Twenty20 cricket, AFL Aussie Rules, surf y la Liga de Campeones de Balonmano, entre otros.
El 2 de julio de 2010, la Arena Football League anunció que Eurosport 2 mostraría los partidos que la NFL Network transmitió en los Estados Unidos con una demora de cinta para el resto de la temporada, así como la cobertura de ArenaBowl XXIII. El acuerdo también incluye derechos para toda la temporada 2011 que se transmitirá en el canal.

## Eurosport 2 HD
Eurosport 2 HD, una versión de alta definición del canal también está disponible. En el centro y norte de Europa, lleva a cabo una programación exclusiva como el fútbol de la Bundesliga de Alemania, los espectáculos de lucha de la WWE y los partidos de fútbol australianos en vivo, que no están disponibles en otras versiones debido a que las redes locales tienen los derechos.

## Eurosport DK
Eurosport DK era un canal de televisión danés propiedad de Discovery Networks Northern Europe. El canal reemplazó a Canal 8 Sport y a Eurosport 2 en Dinamarca el 1 de julio de 2015.
El 28 de mayo de 2015, Discovery Networks Northern Europe anunció que fusionarían Canal 8 Sport y Eurosport 2 en Eurosport DK en Dinamarca, retransmitiendo fútbol de la Superliga Danesa, la Bundesliga, la Major League Soccer, la EFL Cup, la clasificación para la UEFA Euro 2016, Tenis desde ATP Tour, WTA Tour y 3 Grand Slams, ciclismo de UCI World Tour, deportes de invierno, deportes de motor.
El 15 de febrero de 2016, el canal fue reemplazado por Eurosport 2.

## Eurosport Noruega
Eurosport Norway es un canal de televisión noruego que reemplaza a Eurosport 2 desde el 3 de septiembre de 2015. Es propiedad de Discovery Networks Norway y envía eliteserien noruego y otra programación de Eurosport.